# Симфонія № 34 (Моцарт)
Симфонія № 34, ре мажор, KV 338 Вольфганга Амадея Моцарта написана в 1780 році.

## Структура
1. Allegro vivace, 4/4
2. Andante di molto (più tosto Allegretto), 2/4 in F major
3. Finale: Allegro vivace, 6/8

## Ноти і література
Вікісховище має мультимедійні дані за темою: Симфонія № 34 (Моцарт)
- Ноти [Архівовано 25 березня 2012 у Wayback Machine.] на IMSLP
- Dearling, Robert: The Music of Wolfgang Amadeus Mozart: The Symphonies Associated University Presses Ltd, London 1982 ISBN 0-8386-2335-2
- Kenyon, Nicholas: The Pegasus Pocket Guide to Mozart Pegasus Books, New York 2006 ISBN 1-933648-23-6
- Zaslav, Neal:Mozart's Symphonies: Context, Performance Practice, Reception OUP, Oxford 1991 ISBN 0-19-816286-3